# Larissa Meijer
Larissa Meijer (15 juli 1990) is een Nederlands hockeyster van Oranje Zwart uit Eindhoven. Haar positie is keepster.
Meijer speelt sinds de jeugd bij Oranje Zwart uit Eindhoven, ze behoort sinds 2008 tot de selectie van Dames 1. Ze is international en vaste reserve-keepster achter Joyce Sombroek. Op 16 juni 2013 maakte Meijer haar debuut in oranje. Toenmalig damesbondscoach Max Caldas liet Meijer debuteren.